# Rötmånaden

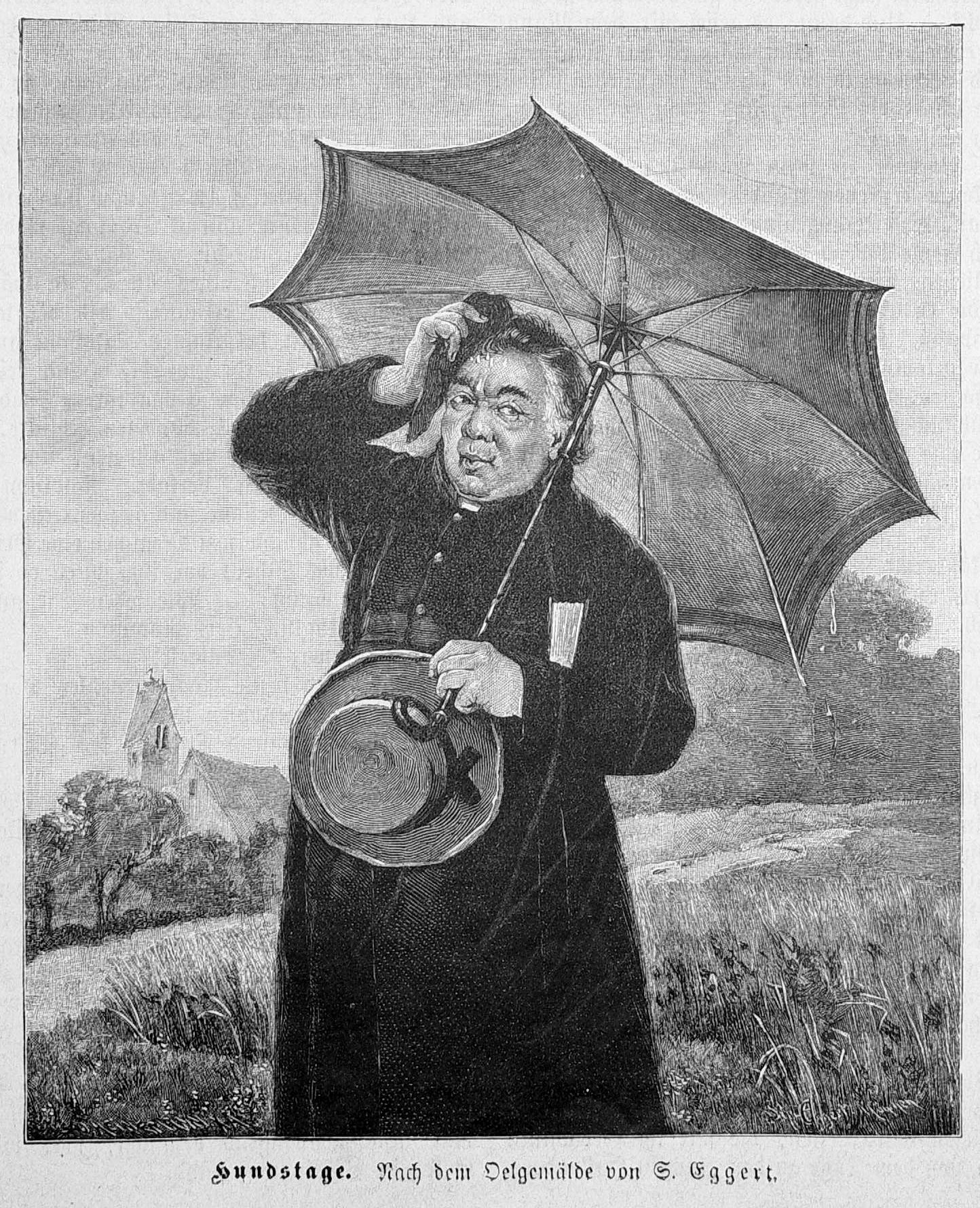
Rötmånad eller hunddagar i en tysk oljemålning.

Rötmånaden eller hunddagarna är ett begrepp för en månadslång period i slutet av juli och början av augusti, som i senare tid särskilt förknippas med att många livsmedel håller sig sämre. I folktron är det även en period fylld av rädsla för det onaturliga och nyckfullt väder. Rötmånaden inleds enligt modern svensk tradition i slutet av fruntimmersveckan, under perioden då solen står i Lejonets tecken, det vill säga 22, 23 eller 24 juli och pågår till 22, 23 eller 24 augusti.
Typiskt för rötmånaden är värme och hög luftfuktighet som är gynnsamma förhållanden för bakterietillväxt och mögelsvampar, vilket gör att livsmedel lätt blir skämda och kan orsaka sjukdomssymptom vid förtäring. Rötmånad ur den synvinkeln kan infalla både tidigare och senare än den kalendariska perioden och variera från år till år beroende på vädret. För att minimera risken för att bli sjuk då är det särskilt viktigt att förvara kylvaror kallt i kylskåp, att inte äta mat som har stått framme länge och att hålla god köks- och handhygien.

## Historia och etymologi
Ordet rötmånad kommer av fornsvenskans röta som betyder "få att ruttna".
Historiskt konstaterades under romartiden att maten höll sig sämre under eftersommaren, och man fastlade officiellt att detta inträffade under en specifik period. Denna period inleddes dagen då stjärnan Sirius i stjärnbilden Stora hunden första gången kunde iakttas i gryningen, och varade sedan i en månads tid, det vill säga från 22 juli till 21 augusti. Med syftning på stjärnbilden kallades perioden dies caniculares (= hunddagarna). I flera länder kallas motsvarigheten till rötmånaden översatt för just "hunddagarna".
En jämförelse kan göras med franskans canicule, som betyder "värmebölja", och som har etymologiska kopplingar till latinets dies caniculares men som undergått en betydelseförskjutning och ordet har inte längre någon koppling till ett speciellt datum.

## Folktro
I folktron tillskrivs dessutom rötmånaden en mängd andra egenskaper. Det sägs att det händer vederstyggliga ting under rötmånaden, och att människor kan uppföra sig konstigt. En så kallad rötmånadshistoria är en legend, saga, vandringssägen (ibland kallad klintbergare) eller dylikt som innehåller fantastiska inslag som är svåra att tro på. En rötmånadskalv är en missbildad kalv, exempelvis en kalv som fötts med två huvuden. I folktron ansågs detta speciellt kunna hända under rötmånaden.